# Bumbăta (okręg Vaslui)
Bumbăta – wieś w Rumunii, w okręgu Vaslui, w gminie Vetrișoaia. W 2011 roku liczyła 168 mieszkańców.